# Hlavnička
Hlavnička (také zhoubná katarální horečka, latinsky coryza gangraenosa bovum) je virové, akutní onemocnění přežvýkavců, zejména skotu a buvolů. Projevuje se fibrinózním zánětem sliznic hlavy, patologickými změnami na očích, případně nervovými příznaky. Nemá obvykle charakter hromadného nakažlivého onemocnění a probíhá spíše sporadicky. Původcem je DNA virus z čeledi Herpesviridae. Vznik choroby, zejména u skotu, je dáván do souvislosti s přenosem viru od infikovaných ovcí, u nichž probíhá infekce bez příznaků.

## Klinické příznaky
- perakutní forma – horečka 40–42 °C, krváceniny na všech sliznicích hlavy, zánět střev, náhlý úhyn
- hlavová a oční forma – objevují se léze na rohovce, zánět rohovky přechází až ve vředy na rohovce. Současně dochází k hlenohnisavému zánětu sliznic nosu spojený s výtokem nosu. Zánět může postihnout i čelní kost a kostní základ rohů. Rovněž dochází k otoku hrtanu a zánětu sliznic dutiny ústní a horních cest dýchacích.
- střevní forma – projevuje se průjmem, často krvavým
- kožní forma – vezikulární léze na kůži hlavy, vemene, kolem paznehtů
- nervová forma – křeče, deprese, svalový třes, skřípání zubů, parézy až paralýzy

Všechny formy se mohou vzájemně prolínat.

## Použitá literatura
- ŠTĚRBA O. Virové choroby spárkaté zvěře. Brno: VFU Brno, 1997.
- Přednášky z epizootologie, VFU Brno